# Ciaron Brown
Ciaron Maurice Brown, né le 14 janvier 1998 à Hillingdon, est un footballeur nord-irlandais qui évolue au poste de défenseur pour le club de Oxford United. Il est international nord-irlandais.

## Biographie

### En club
Ciaron Brown commence sa carrière dans les divisions inférieures, avec les clubs de Bedfont Sports et Wealdstone. 
Le 9 janvier 2018, il rejoint le club gallois de Cardiff City. 
Le 24 janvier 2019, il est prêté au club écossais de Livingston.
Le 26 juin 2022, il rejoint Oxford United.

### En sélection nationale
Brown fait ses débuts internationaux avec l'équipe d'Irlande du Nord le 5 septembre 2019, lors d'un match amical contre le Luxembourg, qui se solde par une victoire 1-0.